# Stazione di Marzamemi
La stazione di Marzamemi era, fino al 1986, la stazione ferroviaria del centro abitato omonimo. È posta in vicinanza della Riserva naturale orientata Oasi Faunistica di Vendicari.

## Storia
La stazione venne attivata in seguito all'apertura della ferrovia Noto-Pachino nel 1934. 
Venne costruita in corrispondenza dell'abitato. Il traffico viaggiatori fu modesto e utilizzava 5 treni viaggiatori giornalieri in partenza e 5 in arrivo, effettuati con automotrici di cui uno direttamente per Siracusa. La stazione aveva un discreto traffico merci di prodotti agricoli, di prodotti ittici e della locale tonnara e di carri cisterna con vino di produzione locale.
Venne "sospesa" dal servizio ferroviario e commerciale il 1º gennaio 1986 insieme alla linea. Alla fine del 2002 la stazione venne definitivamente dismessa, insieme a tutta la linea tra Noto e Pachino, con decreto di autorizzazione del ministro delle infrastrutture e dei trasporti Pietro Lunardi emesso ai sensi dell'articolo 2 del DM 138T del 31 ottobre 2000 e in seguito ad istanza di rinuncia alla concessione all'esercizio della linea presentata dall'amministratore delegato di RFI S.p.A. La stessa stazione, vent'anni dopo, è interessata dai lavori di recupero e di riapertura a fine turistico della suddetta ferrovia. 

## Strutture e impianti
La stazione oggi dismessa, consiste di un fabbricato a corpo centrale unico in classico stile ferroviario italiano, senza pensilina. L'edificio di stazione è posto a ovest dei binari.
Il fascio binari era costituito da un primo binario di arrivo e partenza e alcuni binari di ricovero e per servizio merci.

## Servizi
La stazione disponeva di:
- Biglietteria
- Servizi igienici